# کلیسای جامع متروپولیتن سوکره

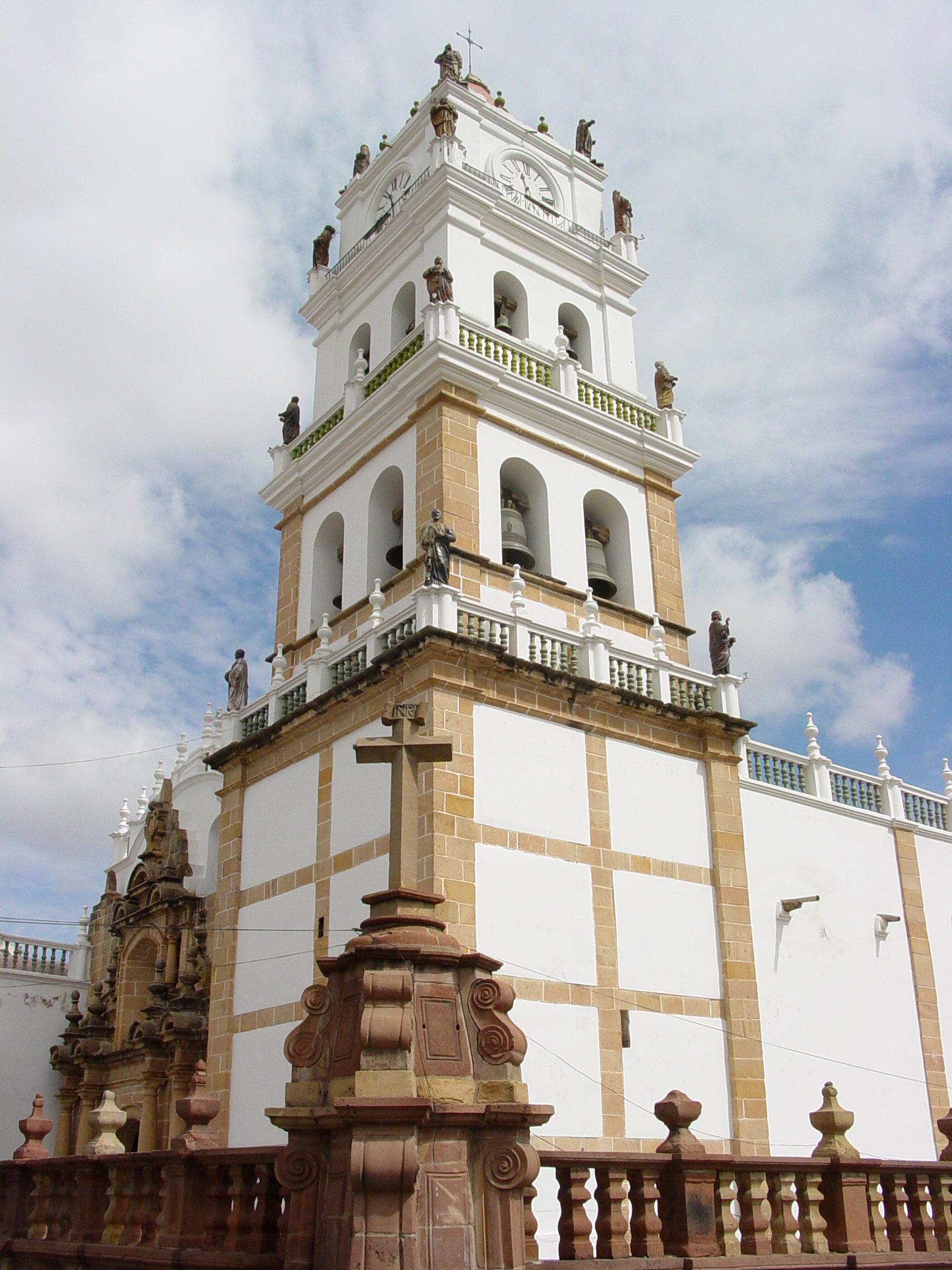
کلیسای جامعه متروپولیتن

کلیسای جامع متروپولیتن سوکره همچنین به عنوان کلیسای جامع بازیلیکای بانوی ما از گوادالوپه شناخته می‌شود. این کلیسای جامع سوکره، که پیش‌تر به لا پلاتا، بولیوی معروف بود، مقر کلیسای کاتولیک رومی در بولیوی است. این کلیسا بین سال‌های ۱۵۵۹ و ۱۷۱۲ ساخته شده است.